# 中国植物营养与肥料学会
中国植物营养与肥料学会是中华人民共和国植物营养与肥料科技工作者组成的群众性学术团体，是中国科学技术协会主管的社会团体，前身是1982年在北京市成立的中国农学会土壤肥料研究会。